# Миропольська Наталія Євгенівна
Ната́лія Євге́нівна Миропо́льська (нар. 23 квітня 1946 року, Київ) — педагог, доктор педагогічних наук (2003), професор (2004), заслужений діяч науки і техніки України (2016), авторка підручників та посібників з художньої культури.

## Біографічні дані
Народилася 23 квітня 1946 року в Києві.
У 1969 році закінчила Київський університет. Відтоді працювала викладачем англійської мови Центральних республіканських заочно-стаціонарних курсів іноземних мов. 
З 1974 по 1997 рік працювала в Інституті педагогіки НАПНУ; з 1997 — в Інституті проблем виховання НАПНУ: з 2002 по 2006 та з 2008 по 2013 — завідувач лабораторії естетичного виховання, з 2013 року — головний науковий співробітник.

## Наукова робота
Наукові дослідження: естетично обумовлені методи навчання та виховання, їх вплив на розвиток індивідуальності учнів; підготовка вчителів філологічного і мистецького профілів до запровадження ідей художньої культури в школі. Коло наукових інтересів: теорія естетичного виховання школярів, методика викладання художньої культури у школі, теорія і практика естетичного розвитку школярів засобами мистецтва слова, технологічні аспекти мистецької освіти. 
Авторка навчальної програми для загальноосвітніх навчальних закладів «Художня культура. 11 клас», авторка і співавторка навчальних комплектів (підручників, посібників, робочих зошитів) з художньої культури для 10—11 класів. 
Під науковим керівництвом вченої захищено 30 кандидатських дисертацій і і 2 докторські дисертації в галузі мистецької освіти й естетичного виховання. Авторка понад 200 друкованих праць. Авторка концепції естетичної логосфери школи, відображеної в монографії «Мистецтво слова в структурі художньої культури учнів». Заступниця головного редактора збірника наукових праць «Духовність особистості: методологія, теорія і практика», член редколегії науково-методичного журналу «Мистецтво та освіта».

### Основні праці
За ЕСУ:
- Мистецтво слова в структурі художньої культури учня: теорія і практика. — К., 2005;
- Зарубіжна художня культура: робочий зошит. 11 кл. — К., 2008;
- Художня культура. 10 кл. — Х., 2010 (співавтор);
- Художня культура. 11 кл. — К., 2012 (співавтор);
- Художня культура: хрестоматія. — 11 кл. К., 2013;
- Мистецтво — чинник виховання людини культури // Духовність особистості: методологія, теорія, практика: наук. зб. Сіверськодонецьк, 2015. — № 3[1].